# Collegio Stravagante
Collegio Stravagante este un ansamblu de muzică barocă. Acesta a fost înființat în București în anul 1996.

## Repertoriu
Collegio Stravagante este un ansamblu de muzică veche, interpretând în special  muzică europeană din secolele 16 – 18. Muzica veche din Transilvania sau lucrări relaționate direct sau indirect cu teritoriul României sunt teme prioritare de cercetare. Ansamblul a colaborat cu J.C. Frisch și ansamblul XVIII-21 la realizarea proiectului Codex Caioni, și a restituit în primă audiție (Roma și București) opera Decebalo de Leonardo Leo. Printre proiectele pe care ansamblul le-a inițiat sau la care a participat se numără: prezentarea în primă audiție a lucrării Calendar Muzical pentru anul 1748 de Gregorius Werner,  Pyram și Thysbe (un "fusion" între lucrări de M. P. de Monteclair și J.F. Lampe), Fairy Queen H. Purcell,  Dido și Aeneas de H. Purcell, Rappresentatione di Anima, et di Corpo de Emilio de Cavalieri, Villancicos de Navidad de Francesco Corselli, La Ressurezione de G.F. Handel, Alcina de G.F. Handel (ultimele trei lucrări menționate fiind realizate în colaborare cu Orchestra de Barockeri a U.N.M.B.)

## Membri
viori:
Mihail Ghiga, 
Mircea Ionescu,
Bogdan Vuluță,
Viviana Ionescu
violă:
Tamara Dică
violoncel:
Radu Georgescu, 
Bogdan Popa
clavecin:
Irina Năstase
orgă:
Marcel Costea
flaut:
Adrian Buciu
oboi și oboi baroc:
Mihai Zamfir, Maria Petrescu
fagot:
Laurențiu Darie,
Ansamblul a colaborat și colaborează cu mulți alți muzicieni:
Manuela Nedelea, 
Maria Boilă,
Ilie Masala,
Antonia Toma,
Raluca Enea, 
Ion Minoiu, 
Maria Abrudan, 
etc.

## Listă parțială de soliști
RODICA VICĂ - soprană,
ADRIAN GEORGE POPESCU - contra-tenor,
CLAUDIA CODREANU - mezzo,
SORIN DUMITRAȘCU - bas,
RUXANDRA IBRIC CIORANU - soprană,
IULIA SURDU - soprană,
ERIKA KLEMM – Altblockfloete,
SORIN LUPAȘCU – corn,
LAURENȚIU DARIE – fagot,
MIHAI ZAMFIR - oboi,
DRAGOȘ DOBRE – chitară,
EUGEN BOGDAN POPA – violoncel,
RADU GEORGESCU - violoncel